# Fernando de Almada, 4.º conde de Avranches

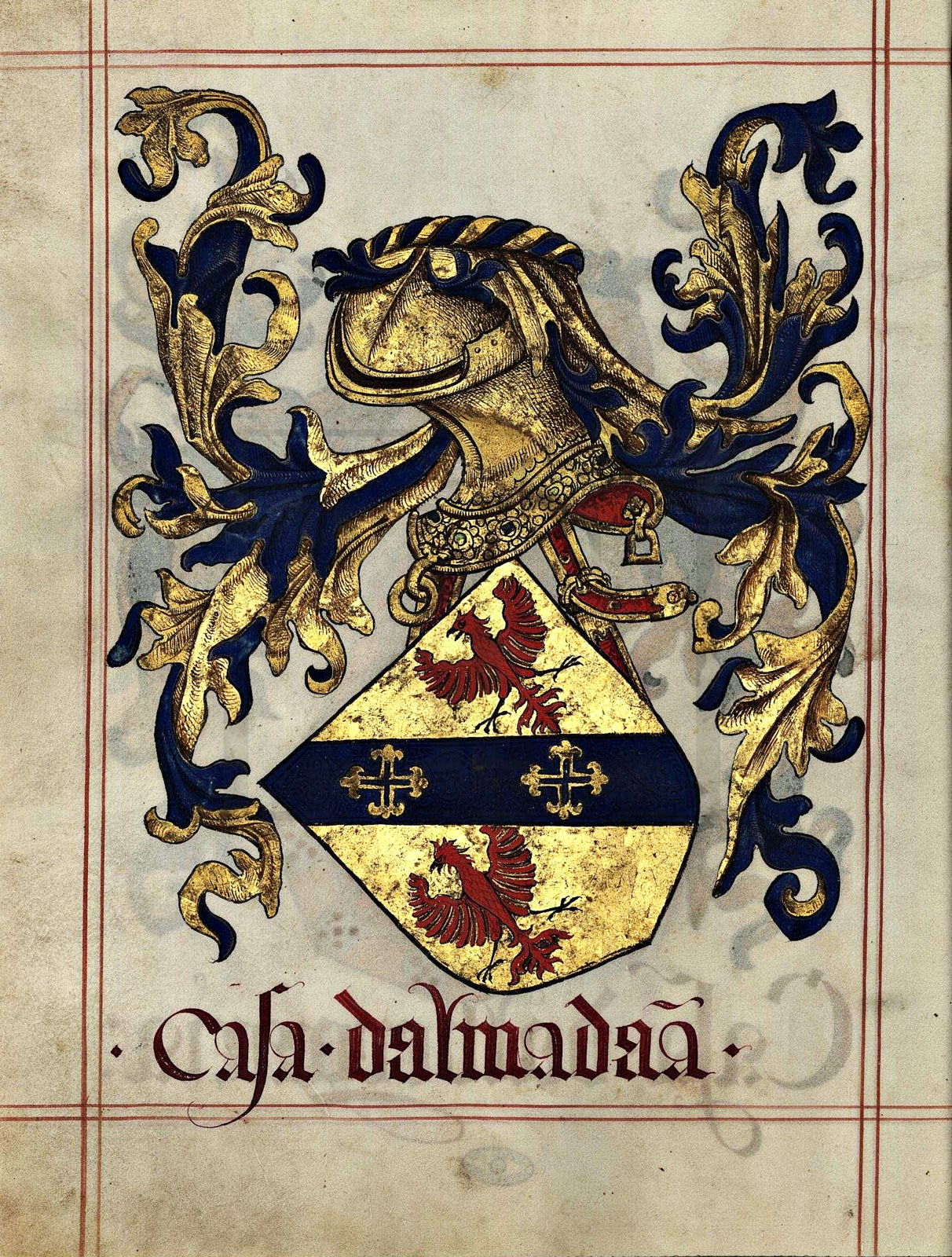
Almada em chefe no Livro do Armeiro-Mor

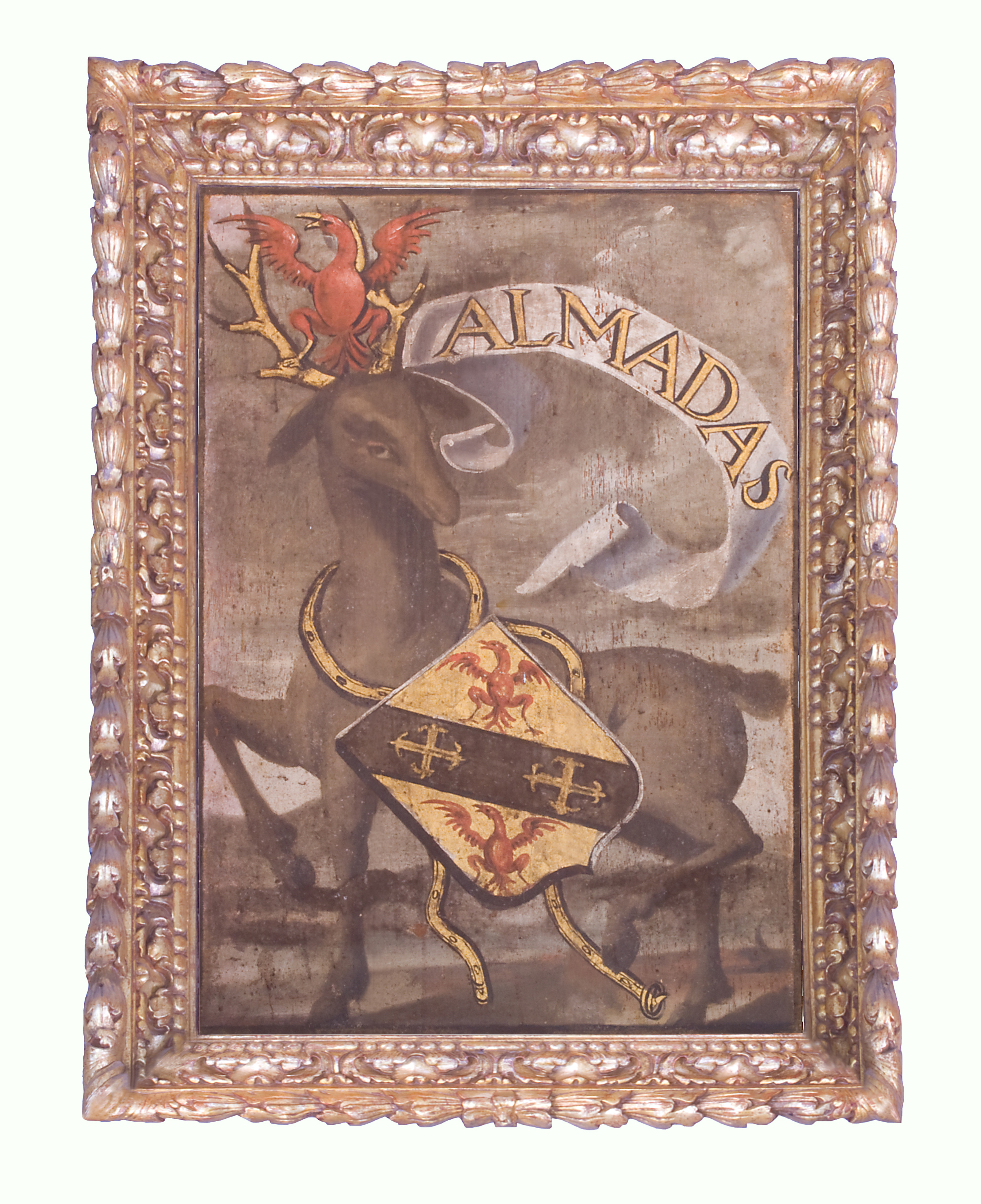
Pintura das Armas dos Almadas, mandadas executar no tempo de D. Manuel I no Palácio Nacional de Sintra, editada por Anselmo Braamcamp Freire no seu Livro dos Brasões da Sala de Sintra

Fernando de Almada ou Fernando Dabranches (c. 1490), 4.º conde de Abranches, moço fidalgo e depois escudeiro fidalgo da Casa Real, foi um nobre e militar português. Foi o 7.º Senhor dos Lagares d’El-Rei e teve os cargos de Capitão-Mor do Mar e Alcaide-mor de Lisboa.

## Dados históricos

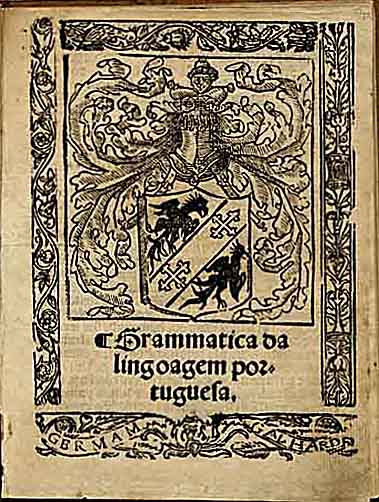
Armas de D. Fernando de Almada, chefe da Casa de Almada, na «Grammatica da lingoagem portuguesa» de Fernão Doliveira, 27 de Janeiro de 1536.

A primeira gramática conhecida em língua portuguesa, "Gramática da Linguagem Portuguesa" de Fernão de Oliveira, impressa em Lisboa, em 1536, por Germão Galharde, foi-lhe dedicada, a ele D. Fernando. Conhece-se apenas um exemplar, pertencente à Biblioteca Nacional, e tem na página do frontispício o seu brasão de armas, com Almada em "chefe" (como se diz em heráldica).
Acompanhou a infanta D. Brites a Sabóia para esta se casar com Carlos III, Duque de Saboia.

## Dados genealógicos
D. Fernando de Almada (4.º Conde de Avranches).
Filho de
- D. Antão de Almada.

e de: D. Maria de Menezes
1.º Casamento
- Com: D. Catarina de Albuquerque, 2.ª Senhora de Pombalinho,[8] filha e herdeira de Lopo Soares de Albergaria, 1.º Senhor de Pombalinho (que comprou ao Conde de Penela), Governador da Índia, etc., e de D. Joana de Albuquerque.

Tiveram
- D. Antão Soares de Almada, casado com D. Vicência de Castro, filha de Rui Pereira da Silva, Alcaide-Mor de Silves, e de sua mulher e prima-tia D. Isabel da Silva.
- D. Maria de Albuquerque, foi a primeira mulher de Pantaleão de Sá de Meneses, Senhor da Quinta da Amoreira (no termo de Óbidos), Capitão de Sofala, que depois casou com D. Isabel de Vasconcelos; era filho de João Rodrigues de Sá, Senhor de Sever, Matosinhos, etc., Alcaide-Mor do Porto, e de D. Camila de Noronha; neto paterno de Henrique de Sá, Senhor de Sever, Matosinhos, etc., Alcaide-Mor do Porto, e de D. Brites de Meneses; neto materno de D. Martinho de Castelo-Branco, 1.º Conde de Vila Nova de Portimão, Camareiro-Mor de D. João III, etc., e de D. Mécia de Noronha. Sem geração.
- D. Catarina, freira.[3]
- D. Joana de Albuquerque, freira no Mosteiro de Arouca e que depois no Mosteiro de Santa Clara-a-Velha de Coimbra.[3]

2.º Casamento
- Com: D. Maria de Meneses, filha de Henrique de Sá de Meneses, Senhor de Sever, Matosinhos, etc., Alcaide-Mor do Porto, e de D. Brites de Meneses. Sem geração.

Teve (ilegítimo)
- D. Manuel de Almada[9] ou Manuel de Meneses, fidalgo escudeiro,[3] passou para a Índia Portuguesa numa esquadra de seis naus em 22 de Abril de ano de 1554,[10] volta a repeti-lo no ano de 1557[11] e lá serviu como capitão-mor de Baçaim (1569) por três anos e em 1581 viajou à China ao serviço do rei[12]. Casou na Índia com D. Luísa de Faria, viúva de Lopo Vaz de Sequeira, filha bastarda de Pedro de Faria, Capitão de Malaca[3] ou de Goa, célebre cavaleiro pelas suas proezas na Índia; neta paterna, por dupla bastardia, de Álvaro de Faria, cavaleiro que serviu em Alcácer-Quibir, e de uma moura de Safim. Lá morreu, sem geração.

## Controvérsia
Segundo alguns ele não terá sido conde de Avranches ou Abranches, tal como tinham sido seus antepassados, apesar de representar a varonia Vaz de Almada e Abranches e o respectivo título nobiliárquico, mas na verdade num documento oficial existente na Torre do Tombo faz referência a esse seu título.